# 東北劍橋郡 (英國國會選區)
東北劍橋郡（英語：North East Cambridgeshire），英國國會一郡選區，包括英格蘭東部劍橋郡東劍橋郡北部和芬蘭區全部。始設於1983年。
本區自1987年以來一直支持保守黨。史提芬·巴克萊在2010年大選中以51.6%選票勝出該區首次當選。